# Jean Constantin
Jean Constantin (Techirghiol, 21 augustus 1928 - Constanța, 26 mei 2010) was een Roemeens acteur. Hij begon zijn carrière in 1957.
Constantin overleed op 81-jarige leeftijd in Constanța.

## Filmografie (selectie)
- Supraviețuitorul - Limba (2008)
- Cum mi-am petrecut sfârșitul lumii - Nea Florică (2006)
- A doua cădere a Constantinopolului - Ismail (1993)
- Secretul lui Nemesis - James Giovanni Cocolos (1985)
- Revanșa - Limbă (1978)
- Explozia - Tilica (1973)
- Candide ou l'optimisme au XXe siècle - Fourak (1960)
- Le baron de l'écluse - Prins Sadokkan (1960)